# Krypteria
Krypteria — німецький симфонічний готик-павер-метал-гурт, що був утворений в 2001 році у місті Аахен. Вокалісткою гурту є німецько-корейська співачка Джі-Інь Чо. Дискографія групи налічує 4 повноформатних альбоми та один EP.

## Історія групи
Група була сформована у 2001 році Крісом Сімпсоном та Френком Штюмфоллем. Спочатку Krypteria була театральним студійним проектом із різними вокалістами, однією з котрих була Джі-Інь Чо, котра записала вокальні партії для пісні «Liberatio» з однойменного дебютного альбому, що вийшов у 2003 році. За проханням німецького телебачення, пісня була перезаписана як сингл на пам'ять про жертви урагану. Незабаром після цього Чо зайняла місце постійної вокалістки групи. Альбом  «Liberatio» дуже відрізняється від музичного стилю наступної творчості групи та музиканти Krypteria називають його неофіційним.
Як квартет група випустила свій перший альбом «In Medias Res» у 2005 році. У 2006 вийшов EP  «Evolution Principle», котрий був названий німецькою версією журналу Metal Hammer важливим релізом у сучасному Готік-Металі Німеччини.
19 січня 2007 року  Krypteria випустили свій другий повноформатний альбом «Bloodangel's Cry», а у 2009 третій, що отримав  назву «My Fatal Kiss».
22 квітня 2011 року група випустила свій четвертий альбом «All Beauty Must Die» на власному лейблі Liberatio Music. Альбом досяг 24-го  рядку хіт-параду Media Control Charts та став найуспішнішим записом групи.
У 2012 році музиканти повідомили, що група робить перерву у власній діяльності у зв'язку з вагітністю Джі-Інь Чо.

## Склад гурту
- Джі-Інь Чо — вокал
- Кріс Сімонс — гітара
- Френк Стамфолль — бас-гітара
- Ес. Сі. Кашнерус — ударні

## Дискографія

### Студійні альбоми
| Рік  | Назва               | Лейбл      | Чартова позиція | Чартова позиція | Чартова позиція |
| Рік  | Назва               | Лейбл      | [ 1 ]           | [ 2 ]           | [ 3 ]           |
| ---- | ------------------- | ---------- | --------------- | --------------- | --------------- |
| 2005 | Liberatio           | SMM        | 24              | 41              | 25              |
| 2005 | In Medias Res       | Synergy    | 66              | 86              | —               |
| 2007 | Bloodangel's Cry    | Synergy    | 55              | —               | 44              |
| 2009 | My Fatal Kiss       | Roadrunner | 63              | —               | —               |
| 2011 | All Beauty Must Die | Liberatio  | 24              | —               | —               |

     означає неофіційний реліз

### Міні-альбоми
- Evolution Principle (2006), Synergy Records
- Somebody Save Me (2007), Synergy Records

### Збірники
- Krypteria (2003)

### Сингли
| Рік  | Назва                               | Чартова позиція | Чартова позиція | Чартова позиція | Альбом                |
| Рік  | Назва                               | [ 4 ]           | [ 2 ]           | [ 3 ]           | Альбом                |
| ---- | ----------------------------------- | --------------- | --------------- | --------------- | --------------------- |
| 2005 | "Liberatio"                         | 3               | 5               | 20              | Liberatio             |
| 2005 | "Victoriam Speramus"                | 89              | —               | —               | In Medias Res         |
| 2007 | "Somebody Save Me"                  | —               | —               | —               | Bloodangel's Cry      |
| 2009 | "Ignition"                          | —               | —               | —               | My Fatal Kiss         |
| 2009 | "For You I'll Bring the Devil Down" | —               | —               | —               | My Fatal Kiss         |
| 2011 | "You Killed Me"                     | —               | —               | —               | All Beauty Must Die   |
| 2011 | "Live To Fight Another Day"         | —               | —               | —               | All Beauty Must Die   |
| 2011 | "BVB Meisterhymne 2011"             | 6               | —               | —               | не входить до альбому |

     означає неофіційний реліз